# Зверево (деревня, Москва)
Зверево — деревня в Троицком административном округе Москвы (до 1 июля 2012 года была в составе Наро-Фоминского района Московской области). Входит в состав поселения Новофёдоровское.
Название, предположительно, произошло от некалендарного личного имени Зверь.

## Население
| 1852 | 1859 | 1899 | 1926 | 2002 | 2006 | 2010 |
| ---- | ---- | ---- | ---- | ---- | ---- | ---- |
| 183  | ↗193 | ↗199 | ↗278 | ↘33  | ↘27  | ↗50  |

Согласно Всероссийской переписи, в 2002 году в деревне проживало 33 человека (14 мужчин и 19 женщин); преобладающая национальность — русские (85 %). По данным на 2005 год, в деревне проживало 27 человек.

## География
Деревня Зверево находится в северо-западной части Троицкого административного округа, у границы с Наро-Фоминским районом, примерно в 24 км к западу от центра города Троицка. Рядом с деревней проходят пути Киевского направления Московской железной дороги.
В 2 км восточнее деревни проходит Киевское шоссе М3, в 10 км к северу — Минское шоссе М1, в 4 км к северо-востоку — Московское малое кольцо А107. Ближайшие населённые пункты — посёлок Селятино и деревня Рассудово.
В деревне 11 улиц, 6 проездов, 1 переулок, приписано 3 садоводческих товарищества.

## История
В середине XIX века деревня Зверево относилась ко 2-му стану Верейского уезда Московской губернии и принадлежала князю Василию Ивановичу Мещерскому, в деревне было 20 дворов, крестьян 92 души мужского пола и 91 душа женского.
В «Списке населённых мест» 1862 года — владельческая деревня по Новокалужскому тракту (от села Нара в Москву), в 50 верстах от уездного города и 15 верстах от становой квартиры, при колодце, с 20 дворами и 193 жителями (98 мужчин, 95 женщин).
По данным на 1899 год — деревня Петровской волости Верейского уезда с 199 жителями.
В 1913 году — 41 двор, земское училище и часовня.
По материалам Всесоюзной переписи населения 1926 года — деревня Ожиговского сельсовета Петровской волости Звенигородского уезда в 5,3 км от Петровского шоссе и 2,1 км от станции Апрелевка Киево-Воронежской железной дороги, проживало 278 жителей (122 мужчины, 156 женщин), насчитывалось 56 хозяйств, из которых 55 крестьянских, имелась школа 1-й ступени.
1929—1963, 1965—2012 гг. — населённый пункт в составе Наро-Фоминского района Московской области.
1963—1965 гг. — в составе Звенигородского укрупнённого сельского района Московской области.